# تجمع وادي عينات (تريم)

تعديل مصدري - تعديل

تجمع وادي عينات هي إحدى قرى عزلة تريم بمديرية تريم التابعة لمحافظة حضرموت، بلغ تعداد سكانها 17 نسمة حسب تعداد اليمن لعام 2004.